# Університет Аль-Карауїн
Університет Аль-Карауїн (або ал-Карауїййін араб. جامعة القرويين, фр. Université Al-Karaouine) — заснований у 859 році вищий навчальний заклад, розташований у місті Фес (Марокко). Є одним із духовних і освітніх центрів ісламського світу, вважається «найстарішим у світі постійним вищим навчальним закладом, що діє донині». Зі стін університету вийшла низка вчених, філософів і богословів, що справили значний вплив на розвиток мусульманської і світової культури.

## Історія
859 року на кошти купецької родини аль-Фіхрі, що переселилася з Тунісу, у Фесі була заснована мечеть, що стрімко перетворилася на центр духовної освіти. Завдяки заступництву марокканських султанів університет постійно розширювався, охоплюючи все нові галузі знання. Окрім богослів'я, вивчалися також граматика, риторика, логіка, медицина, математика, астрономія, хімія, історія, географія і музика.
У середні віки Аль-Карауїн відіграв величезну роль у розвитку культурних зв'язків християнської Європи та мусульманського Сходу. З університетом були пов'язані такі учені і філософи, як Ібн Арабі, Ібн Хальдун, Аль-Ідріси, Маймонід, Лев Африканський.

## Виноски
1. ↑  https://www.4icu.org/reviews/10719.htm
2. ↑  https://web.archive.org/web/20221215121521/https://www.aau.org/subs/membership/
3. ↑  Існують і інші транслітерації — Qarawiyin, Kairouyine, Kairaouine, Qairawiyin, Qaraouyine, Quaraouiyine, Quarawin, Qaraouiyn.
4. ↑  The Guinness Book Of Records, Published 1998, ISBN 0-553-57895-2, P.242